# Eagle Butte
Eagle Butte é uma cidade localizada no estado norte-americano de Dacota do Sul, no Condado de Dewey e Condado de Ziebach.

## Demografia
Segundo o censo norte-americano de 2000, a sua população era de 619 habitantes.
Em 2006, foi estimada uma população de 942, um aumento de 323 (52.2%).

## Geografia
De acordo com o United States Census Bureau tem uma área de
2,4 km², dos quais 2,4 km² cobertos por terra e 0,0 km² cobertos por água.

## Localidades na vizinhança
O diagrama seguinte representa as localidades num raio de 44 km ao redor de Eagle Butte.